# 松村謙三
松村謙三（1883年1月24日—1971年8月21日），日本自由民主党前顾问，富山县人。

## 生平
1906年早稻田大学政治经济学部政经科毕业。初任《报知新闻》记者、富山县议会议员。1928年起13次当选为众议院议员。战前属民政党，曾任农林省参事官、政务次官。1945年8月任東久邇宮内閣厚生大臣兼文部大臣。1945年任币原内阁农林大臣。1946—1951年被整肃。
1953年任改进党干事长。1954年任民主党政务调查会长。1955年任坞山第二届内阁文部大臣。同年11月日本自由党和民主党合并为自由民主党后出任顾问，他是该党三木一松村派领袖之一。1959年以后5次访问中国，中日恢复邦交前，他是日中贸易日方总联系人。他为实现中日双方互设贸易联络办事处和互派新闻记者做出了积极的努力。1969年退出政界。